# Trolejbusy w Koszycach

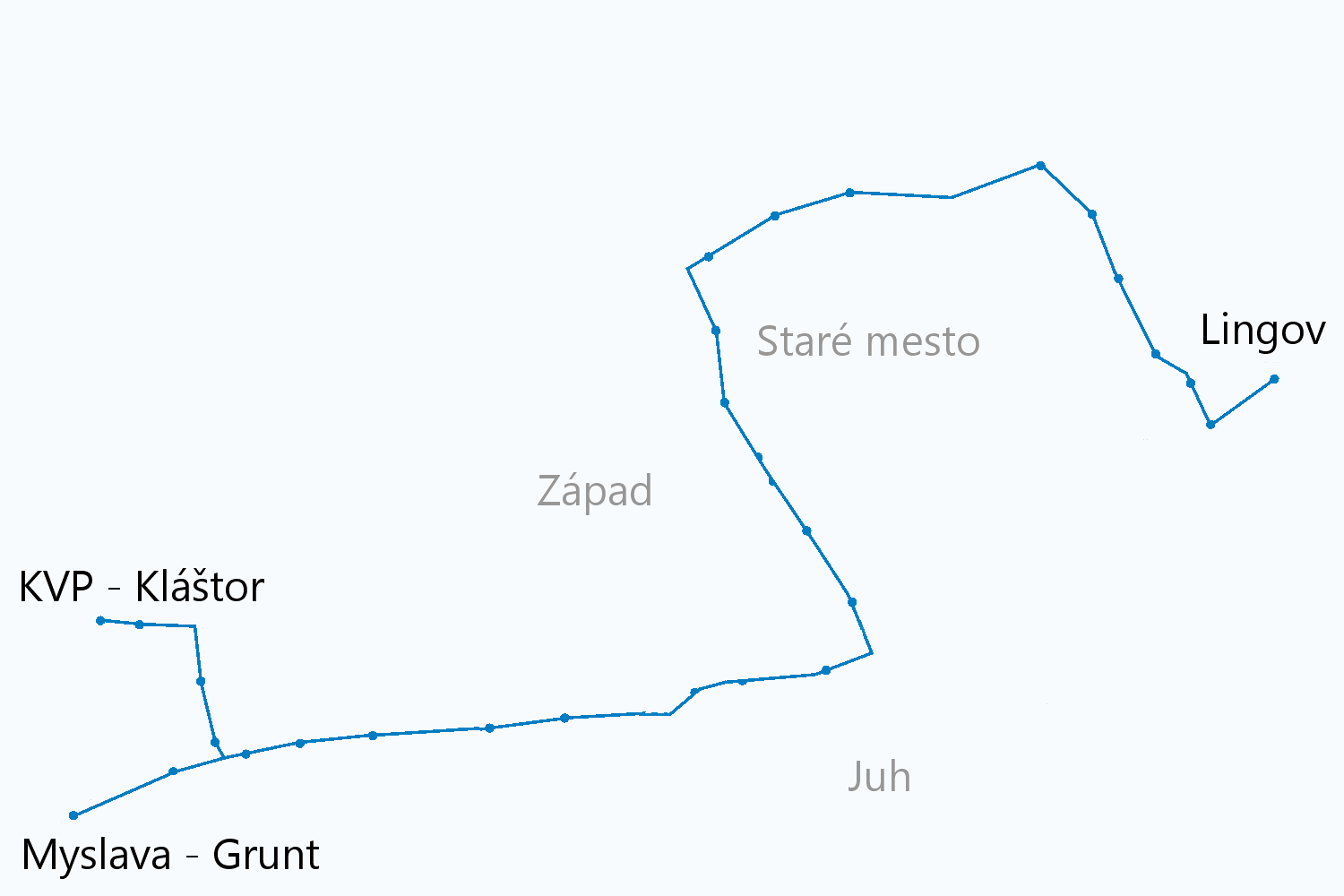
Schemat sieci trolejbusowej

Trolejbusy w Koszycach − system komunikacji trolejbusowej działający w słowackim mieście Koszyce.
Trolejbusy w Koszycach uruchomiono 27 września 1993. Ich kursowanie zostało zawieszone w 2015 roku.

## Linie
W Koszycach istnieją dwie linie trolejbusowe o łącznej długości wynoszącej 25,1 km:
- 71: Lingov – Námestie osloboditeľov – Magistát mesta Košice – KVP, kláštor
- 72: Lingov – Námestie osloboditeľov – Magistát mesta Košice – Grunt

## Tabor
Do obsługi sieci w mieście według stanu na 2012 było eksploatowanych 27 trolejbusów:
- Škoda 15Tr − 20 trolejbusów
- Škoda 14Tr − 7 trolejbusów